# Lettera Einstein-Szilárd

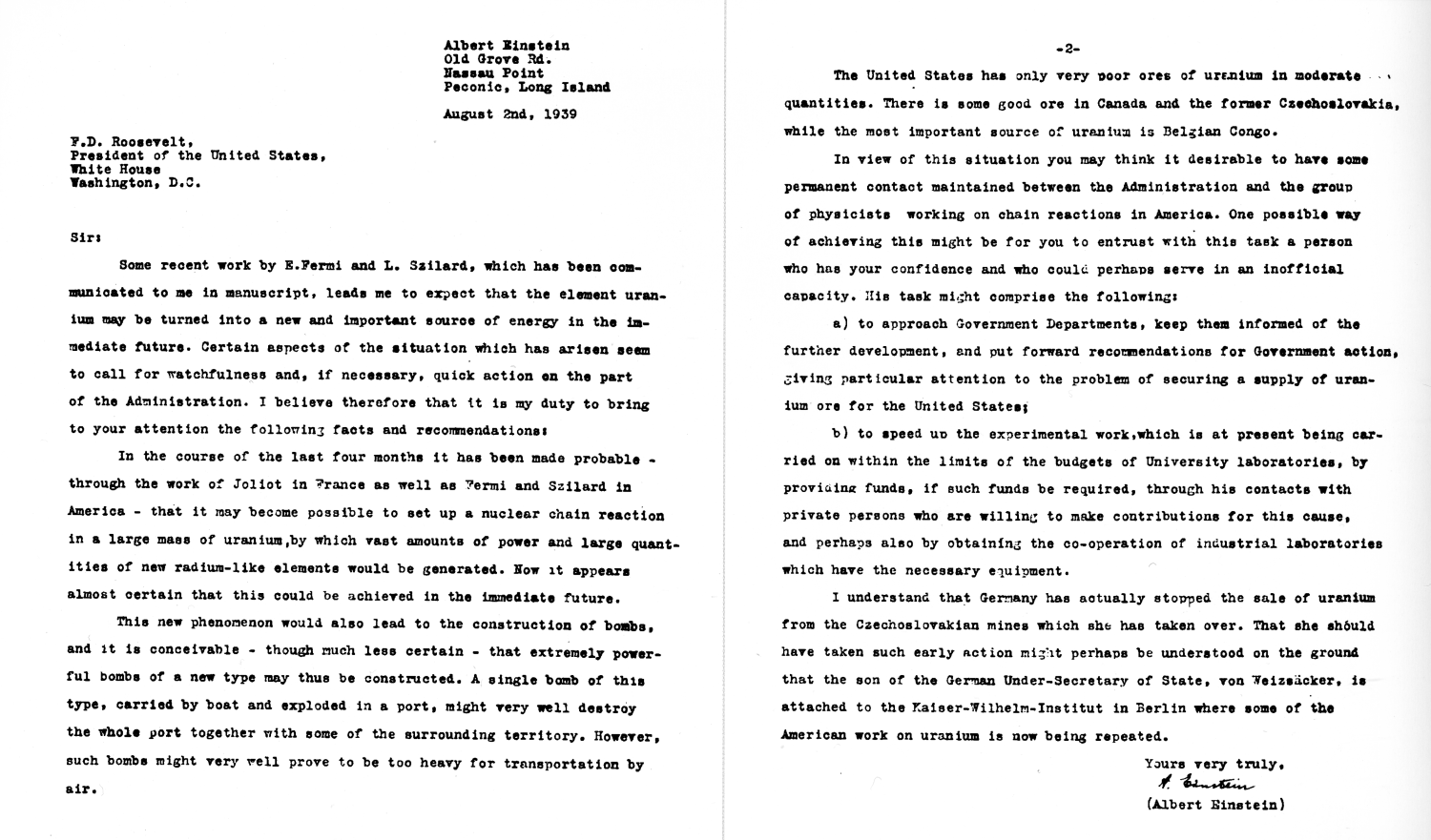
Lettera Einstein-Szilárd inviata a Roosevelt.

La lettera Einstein–Szilard fu una lettera scritta da Leó Szilárd e firmata da Albert Einstein inviato al presidente degli Stati Uniti Franklin D. Roosevelt il 2 agosto 1939. Scritta da Szilárd in consultazione con altri due fisici ungheresi (Edward Teller ed Eugene Wigner), la lettera avvertiva che la Germania avrebbe potuto sviluppare bombe atomiche e suggeriva che gli Stati Uniti avrebbero dovuto avviare il proprio programma nucleare. Essa sollecitò l'azione di Roosevelt, che alla fine portò il Progetto Manhattan a sviluppare le prime bombe atomiche.

## L'origine
Otto Hahn e Fritz Strassmann riportarono la scoperta della fissione dell'uranio nel numero del 6 gennaio 1939 di Die Naturwissenschaften, e Lise Meitner la identificò come fissione nucleare nel numero dell'11 febbraio 1939 di Nature. Ciò generò un intenso interesse tra i fisici. Il fisico danese Niels Bohr portò la notizia negli Stati Uniti e gli Stati Uniti aprirono la 5ª Conferenza di Washington sulla fisica teorica con Enrico Fermi il 26 gennaio 1939. I risultati vennero rapidamente confermati dai fisici sperimentali, in particolare Fermi e John R. Dunning della Columbia University.
Il fisico ungherese Leó Szilárd si rese conto che la fissione di atomi pesanti guidata da neutroni poteva essere usata per creare una reazione nucleare a catena che avrebbe potuto produrre grandi quantità di energia per la generazione di energia elettrica o di bombe atomiche. Aveva formulato e brevettato un'idea del genere per la prima volta mentre viveva a Londra nel 1933, dopo aver letto le osservazioni denigratorie di Ernest Rutherford sulla generazione di energia dall'esperimento del suo team del 1932 usando protoni per dividere il litio. Tuttavia, Szilárd non era stato in grado di ottenere una reazione a catena guidata dai neutroni con atomi leggeri ricchi di neutroni. In teoria, se il numero di neutroni secondari prodotti in una reazione a catena guidata da neutroni fosse maggiore di uno, ciascuna di queste reazioni potrebbe innescare più reazioni aggiuntive, producendo un numero di reazioni esponenzialmente crescente.
Szilárd collaborò con Fermi per costruire un reattore nucleare dall'uranio naturale alla Columbia University, dove George B. Pegram dirigeva il dipartimento di fisica. C'era disaccordo sul fatto che la fissione fosse prodotta dall'uranio-235, che costituiva meno dell'uno per cento dell'uranio naturale, o dall'isotopo più abbondante uranio-238, come sosteneva Fermi. Fermi e Szilárd condussero una serie di esperimenti e conclusero che una reazione a catena nell'uranio naturale avrebbe potuto essere possibile se avessero trovato un moderatore di neutroni adatto. Scoprirono che gli atomi di idrogeno nell'acqua rallentavano i neutroni, ma anche che tendevano a catturarli. Szilárd suggerì quindi di utilizzare il carbonio come moderatore. Avevano quindi bisogno di grandi quantità di carbonio e uranio per creare un reattore. Szilárd era convinto che avrebbero avuto successo se avessero potuto ottenere i materiali.
Szilárd era preoccupato che anche scienziati tedeschi potessero tentare questo esperimento. Il fisico nucleare tedesco Siegfried Flügge pubblicò due articoli influenti sullo sfruttamento dell'energia nucleare nel 1939. Dopo aver discusso questa prospettiva con un collega fisico ungherese, Eugene Wigner, essi decisero di avvertire i belgi, poiché il Congo belga era la migliore fonte di minerale di uranio. Wigner suggerì che Albert Einstein avrebbe potuto essere una persona adatta per farlo, poiché conosceva la famiglia reale belga. Szilard conosceva bene Einstein; tra il 1926 e il 1930 aveva lavorato con Einstein per sviluppare il refrigeratore di Einstein.

## La lettera
Il 12 luglio 1939, Szilárd e Wigner andarono con la macchina di Wigner a Cutchogue, a Long Island, nello stato di New York, dove alloggiava Einstein. Quando gli spiegarono la possibilità delle bombe atomiche, Einstein rispose: "Daran habe ich gar nicht gedacht" (non ci avevo nemmeno pensato). Szilárd dettò una lettera in tedesco all'ambasciatore belga negli Stati Uniti. Wigner l'annotò e Einstein la firmò. Su suggerimento di Wigner, prepararono una lettera anche per il Dipartimento di Stato spiegando cosa stavano facendo e perché, concedendogli due settimane per rispondere se avesse avuto obiezioni.
Ciò lasciava ancora il problema di ottenere il sostegno del governo per la ricerca sull'uranio. Un altro amico di Szilárd, l'economista austriaco Gustav Stolper, suggerì di avvicinarsi ad Alexander Sachs, che aveva accesso al presidente Franklin Delano Roosevelt. Sachs disse a Szilárd di aver già parlato con il presidente dell'uranio, ma che Fermi e Pegram avevano riferito che le prospettive per la costruzione di una bomba atomica erano remote. Disse a Szilárd che avrebbe consegnato la lettera, ma suggerì che essa provenisse da qualcuno più prestigioso. Per Szilárd, Einstein era ancora una volta la scelta ovvia. Sachs e Szilárd redassero una lettera piena di errori di ortografia e la spedirono ad Einstein.
Anche Szilárd partì di nuovo per Long Island il 2 agosto. Wigner non era disponibile, quindi questa volta Szilárd cooptò un altro fisico ungherese, Edward Teller, per guidare. Dopo aver ricevuto la bozza, Einstein dettò prima la lettera in tedesco. Tornato alla Columbia University, Szilárd dettò la lettera in inglese a una giovane stenografa del dipartimento, Janet Coatesworth. In seguito ella ricordò che, quando Szilárd aveva menzionato bombe estremamente potenti, "era sicura di lavorare per un pazzo". Terminare la lettera con "Cordiali saluti, Albert Einstein" non alterò quest'impressione. Sia la lettera inglese che una lettera esplicativa più lunga vennero quindi spedite a Einstein perché lui le firmasse.
La lettera del 2 agosto ed indirizzata al presidente Roosevelt avvertiva che:
This new phenomenon would also lead to the construction of bombs, and it is conceivable – though much less certain – that extremely powerful bombs of a new type may thus be constructed. A single bomb of this type, carried by boat and exploded in a port, might very well destroy the whole port together with some of the surrounding territory. However, such bombs might very well prove to be too heavy for transportation by air.»
Questo nuovo fenomeno condurrebbe anche alla costruzione di bombe, ed è ipotizzabile - sebbene molto meno certo - che possano essere costruite bombe così potenti di un nuovo tipo. Una singola bomba di questo tipo, trasportata da una imbarcazione e fatta esplodere in un porto, potrebbe benissimo distruggere l'intero porto insieme a una parte del territorio circostante. Tuttavia, tali bombe potrebbero verosimilmente rivelarsi troppo pesanti per il trasporto aereo.»
Essa avvertiva anche specificatamente della Germania:
Al momento della lettera, il materiale stimato necessario per una reazione a catena di fissione era di diverse tonnellate. Sette mesi dopo una svolta in Gran Bretagna avrebbe stimato che la massa critica necessaria fosse inferiore a 10 chilogrammi, rendendo possibile la consegna di una bomba per via aerea.

## La consegna

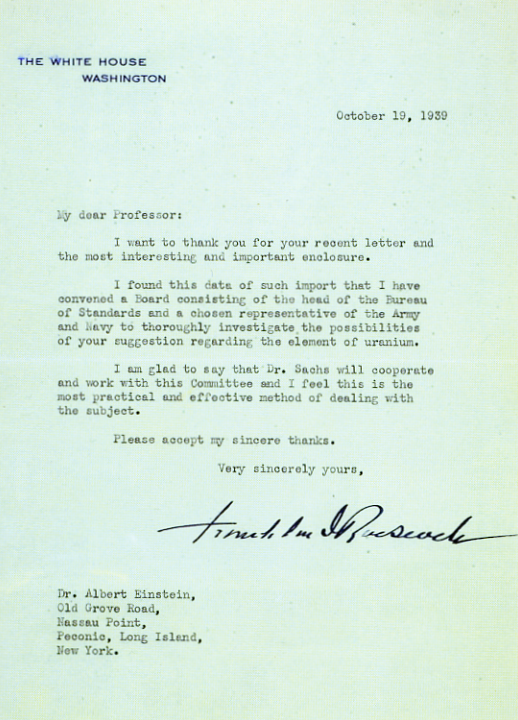
La replica di Roosevelt

La lettera venne firmata da Einstein il 2 agosto e rispedita a Szilárd, che la ricevette il 9 agosto. Szilárd consegnò a Sachs sia la lettera breve che quella lunga, insieme a una sua lettera, il 15 agosto. Sachs chiese allo staff della Casa Bianca un appuntamento per vedere il presidente Roosevelt, ma prima che ne potesse essere fissato uno, l'amministrazione venne coinvolta in una crisi a causa dell'invasione della Polonia da parte della Germania, che iniziò la seconda guerra mondiale. Sachs ritardò il suo appuntamento fino a ottobre in modo che il presidente prestasse la dovuta attenzione alla lettera, assicurandosi un appuntamento l'11 ottobre. In quella data incontrò il presidente, il segretario del presidente, il brigadier generale Edwin "Pa" Watson, e due esperti di ordigni, il tenente colonnello dell'esercito Keith F. Adamson ed il comandante della marina Gilbert C. Hoover. Roosevelt riassunse la conversazione in questo modo: "Alex, quello che stai cercando è fare in modo che i nazisti non ci facciano saltare in aria".
Roosevelt inviò una risposta ringraziando Einstein e informandolo che:
Einstein inviò altre due lettere a Roosevelt, il 7 marzo 1940 e il 25 aprile 1940, chiedendo un'azione sulla ricerca nucleare. Szilárd redasse una quarta lettera per la firma di Einstein che esortava il presidente a incontrarsi con Szilárd per discutere la politica sull'energia nucleare. Datata 25 marzo 1945, essa non raggiunse Roosevelt prima della sua morte il 12 aprile 1945.

## Conseguenze
Roosevelt decise che la lettera richiedeva un'azione e approvò l'istituzione dell'Advisory Committee on Uranium. Il comitato era presieduto da Lyman James Briggs, il direttore del Bureau of Standards (attualmente National Institute of Standards and Technology), con Adamson e Hoover come altri membri. Esso si riunì per la prima volta il 21 ottobre di quell'anno. Alla riunione parteciparono anche Fred L. Mohler del Bureau of Standards, Richard B. Roberts della Carnegie Institution di Washington e Szilárd, Teller e Wigner. Adamson era scettico sulla prospettiva di costruire una bomba atomica, ma era disposto a concedere 6000 $ (100000 $ in dollari attuali) per l'acquisto di uranio e grafite per l'esperimento di Szilárd e Fermi.
L'Advisory Committee on Uranium fu l'inizio del tentativo del governo degli Stati Uniti di produrre una bomba atomica, ma esso non perseguì con determinazione la creazione di un'arma. Venne sostituito dal National Defense Research Committee nel 1940, e poi dall'Office of Scientific Research and Development nel 1941. Il memorandum Frisch-Peierls e il rapporto Maud britannico alla fine indussero Roosevelt ad autorizzare uno sforzo su vasta scala nel gennaio 1942. Il lavoro di ricerca sulla fissione venne rilevato dal Manhattan District dello United States Army Corps of Engineers nel giugno 1942, che diresse un programma di fabbricazione di bombe atomiche noto come Progetto Manhattan.
Einstein non partecipò al Progetto Manhattan. L'esercito e Vannevar Bush gli negarono il permesso necessario nel luglio 1940, dicendo che le sue inclinazioni pacifiste e la sua celebrità lo rendevano un rischio per la sicurezza. Einstein venne ammesso a lavorare come consulente del Bureau of Ordnance della United States Navy. Non era inoltre a conoscenza dello stato di sviluppo della bomba atomica e non aveva alcuna influenza in merito alla questione del suo utilizzo. Almeno una fonte afferma però che Einstein contribuì clandestinamente ad alcune equazioni del Progetto Manhattan. Secondo Linus Pauling, Einstein in seguito si pentì di aver firmato la lettera perché portò alla realizzazione e all'uso della bomba atomica in combattimento, aggiungendo che Einstein aveva giustificato la sua decisione con il grande pericolo rappresentato dall'ipotesi che la Germania nazista fosse riuscita a dotarsene per prima. Nel 1947 Einstein disse alla rivista Newsweek che "se avessi saputo che i tedeschi non sarebbero riusciti a sviluppare una bomba atomica, non avrei fatto nulla".